# Dichelus zuluanus
Dichelus zuluanus är en skalbaggsart som beskrevs av Louis Albert Péringuey 1902. Dichelus zuluanus ingår i släktet Dichelus och familjen Melolonthidae. Inga underarter finns listade i Catalogue of Life.